# Arthur I van Bretagne
Arthur I van Bretagne (Nantes, 29 maart 1187 - Kasteel van Rouen of Cherbourg, 3 april 1203) was graaf van Richmond en hertog van Bretagne en was een kleinkind van koning Hendrik II van Engeland.

## Biografie

### Vroege jaren
Arthur werd in 1187 geboren als de zoon van hertog Godfried II van Bretagne en Constance I van Bretagne. Zijn vader was een jongere zoon van koning Hendrik II van Engeland en de broer van Richard Leeuwenhart en Jan zonder Land en was kort voor zijn geboorte overleden. Tijdens de kruistocht van Richard ondernam de moeder van Arthur actie om haar hertogdom meer zelfstandig te laten zijn. Ondertussen huwde Richard Arthur uit aan een dochter van Tancred van Sicilië, maar door de verovering van Sicilië door keizer Hendrik VI zou het nooit tot deze verbintenis komen.
In 1196 installeerde zijn moeder Constance hem als medeheerser over Bretagne. In datzelfde jaar benoemde Richard hem tot zijn erfgenaam. Het jaar daarop werd zijn moeder echter ontvoerd door Ranulf de Blondeville en hierop marcheerde Richard naar Bretagne om Arthur veilig te stellen en bracht hem naar Frankrijk. Op zijn doodsbed maakte Richard alsnog zijn broer Jan zijn erfgenaam en na diens troonsbestijging gaven veel Franse vazallen de voorkeur aan Arthur als hun nieuwe koning. Toen de Franse koning Filips II het Verdrag van Le Goulet tekende gaf hij ook zijn steun aan het eventuele koningschap van Arthur op.

### Opstand
Door de veranderde politieke verhoudingen zocht Arthur zijn toevlucht bij zijn oom Jan, maar ook daar vluchtte hij weer vandaan om vervolgens in Angers op te duiken. Hij wist zich van wat Franse steun te verzekeren en kwam in opstand tegen de Engelse koning. Hij belegerde voor enkele weken Mirebeau, waar zijn grootmoeder Eleonora van Aquitanië zich had verschanst. Jan zonder Land trok tegen hem op en wist hem te verrassen waardoor Arthur gevangen werd genomen. Hij werd vervolgens gevangengezet in het Kasteel van Falaise.

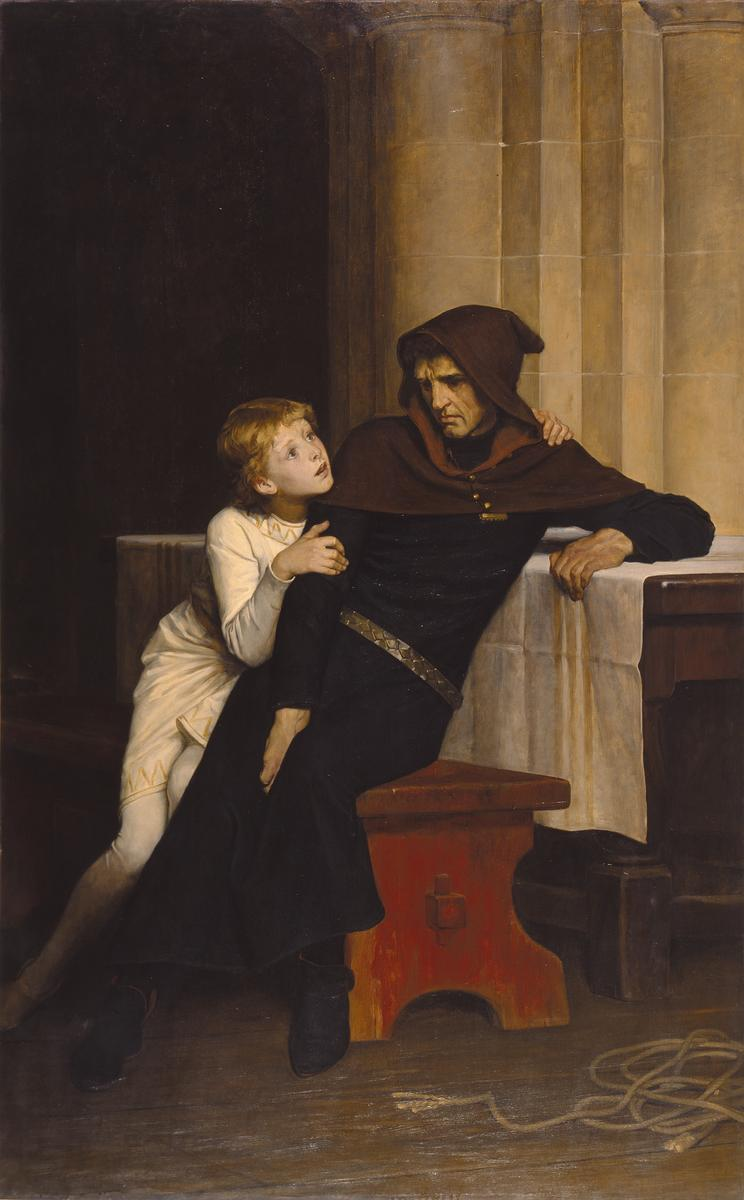
Prins Arthur en Hubert de Burgh, geschilderd door William Frederik Yeames.

### Gevangenschap en verdwijning
In het kasteel van Falaise was Hubert de Burgh zijn gevangenbewaarder die de opdrachten van Jan zonder Land om Arthur te verminken naast zich neer zou hebben gelegd. Een jaar na zijn gevangenname werd Arthur overgeplaatst naar Rouen. In april 1203 verdween hij echter en er is veel gespeculeerd over de dood van Arthur en wat het aandeel van koning Jan zonder Land daarin was. Door zijn dood ontstond er wel een probleem rondom zijn opvolging als hertog. Ook omdat zijn zus Eleonora een gevangene was van koning Jan. Hierdoor werd Arthur uiteindelijk opgevolgd door zijn halfzus Adelheid van Thouars.

## Voorouders
| Voorouders van LArthur I van Bretagne (1187-1203) | Voorouders van LArthur I van Bretagne (1187-1203)                             | Voorouders van LArthur I van Bretagne (1187-1203)                             | Voorouders van LArthur I van Bretagne (1187-1203)                             | Voorouders van LArthur I van Bretagne (1187-1203)                             | Voorouders van LArthur I van Bretagne (1187-1203)                           | Voorouders van LArthur I van Bretagne (1187-1203)                           | Voorouders van LArthur I van Bretagne (1187-1203)                           | Voorouders van LArthur I van Bretagne (1187-1203)                           |
| ------------------------------------------------- | ----------------------------------------------------------------------------- | ----------------------------------------------------------------------------- | ----------------------------------------------------------------------------- | ----------------------------------------------------------------------------- | --------------------------------------------------------------------------- | --------------------------------------------------------------------------- | --------------------------------------------------------------------------- | --------------------------------------------------------------------------- |
| Overgrootouders                                   | Godfried V van Anjou (1113–1152) ∞ 1128 Mathilde van Engeland (1102-1162)     | Godfried V van Anjou (1113–1152) ∞ 1128 Mathilde van Engeland (1102-1162)     | Willem X van Aquitanië (1099-1137) ∞ Aénor van Châtellerault (1103 - 1136)    | Willem X van Aquitanië (1099-1137) ∞ Aénor van Châtellerault (1103 - 1136)    | Alan van Richmond (1100-1146) ∞ Bertha van Bretagne (1114-1156)             | Alan van Richmond (1100-1146) ∞ Bertha van Bretagne (1114-1156)             | Hendrik van Schotland (1114-1152) ∞ Ada de Warenne (ca. 1125–1178)          | Hendrik van Schotland (1114-1152) ∞ Ada de Warenne (ca. 1125–1178)          |
| Grootouders                                       | Hendrik II van Engeland (1133-1189) ∞ 1152 Eleonora van Aquitanië (1122-1204) | Hendrik II van Engeland (1133-1189) ∞ 1152 Eleonora van Aquitanië (1122-1204) | Hendrik II van Engeland (1133-1189) ∞ 1152 Eleonora van Aquitanië (1122-1204) | Hendrik II van Engeland (1133-1189) ∞ 1152 Eleonora van Aquitanië (1122-1204) | Conan IV van Bretagne (1138-1171) ∞ Margaretha van Huntingdon (1103 - 1136) | Conan IV van Bretagne (1138-1171) ∞ Margaretha van Huntingdon (1103 - 1136) | Conan IV van Bretagne (1138-1171) ∞ Margaretha van Huntingdon (1103 - 1136) | Conan IV van Bretagne (1138-1171) ∞ Margaretha van Huntingdon (1103 - 1136) |
| Ouders                                            | Godfried II van Bretagne (1158-1186) ∞ Constance van Bretagne (1161-1201)     | Godfried II van Bretagne (1158-1186) ∞ Constance van Bretagne (1161-1201)     | Godfried II van Bretagne (1158-1186) ∞ Constance van Bretagne (1161-1201)     | Godfried II van Bretagne (1158-1186) ∞ Constance van Bretagne (1161-1201)     | Godfried II van Bretagne (1158-1186) ∞ Constance van Bretagne (1161-1201)   | Godfried II van Bretagne (1158-1186) ∞ Constance van Bretagne (1161-1201)   | Godfried II van Bretagne (1158-1186) ∞ Constance van Bretagne (1161-1201)   | Godfried II van Bretagne (1158-1186) ∞ Constance van Bretagne (1161-1201)   |

## Shakespeare
De dood van Arthur vormt een belangrijke gebeurtenis in het toneelstuk Koning Jan van William Shakespeare.